# Чобіток (заповідне урочище)
Чобіто́к — заповідне урочище місцевого значення в Україні. Розташоване в межах Бобринецького району Кіровоградської області, біля села Мар'янівки.

## Опис
Площа 55 га. Створений рішенням Кіровоградського облвиконкому від 21.02.1991 року № 56. Перебуває у віданні Мар'янівської сільської ради.
Під охороною — лісовий масив штучного походження. З деревних насаджень переважає ясен звичайний та клен гостролистий. У підліску — клен татарський, дика яблуня.
У лісі гніздяться різні види птахів, трапляються заєць, лисиця, сарна.

## Галерея

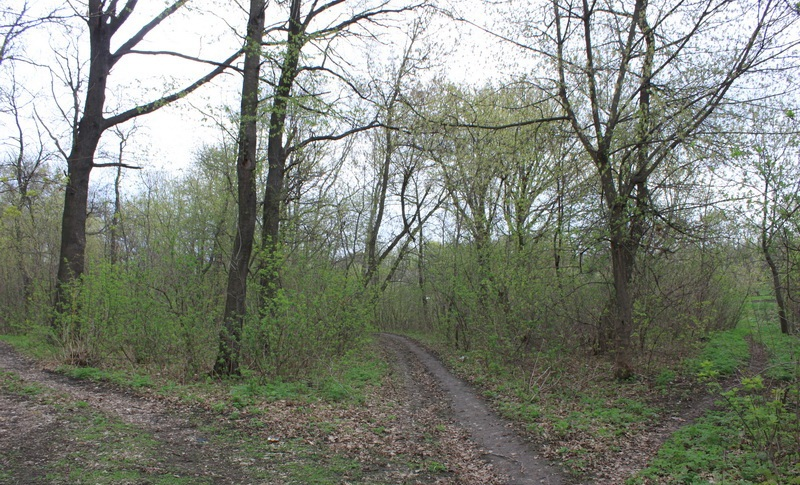
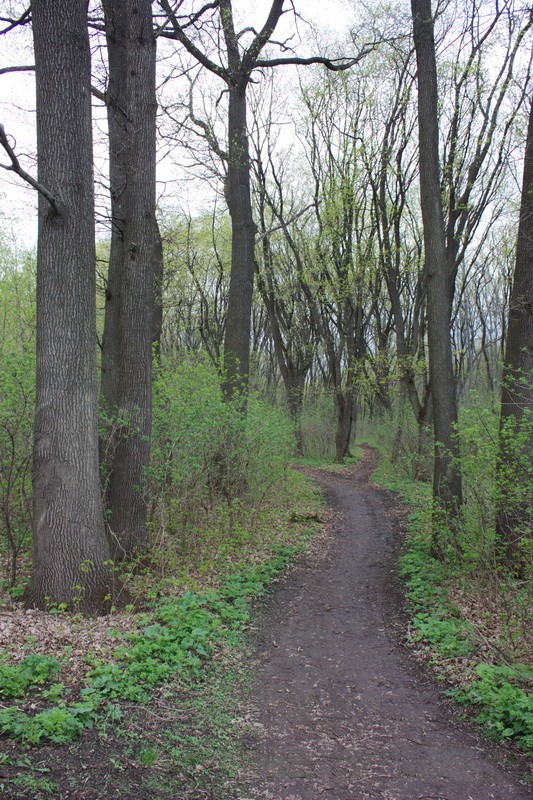
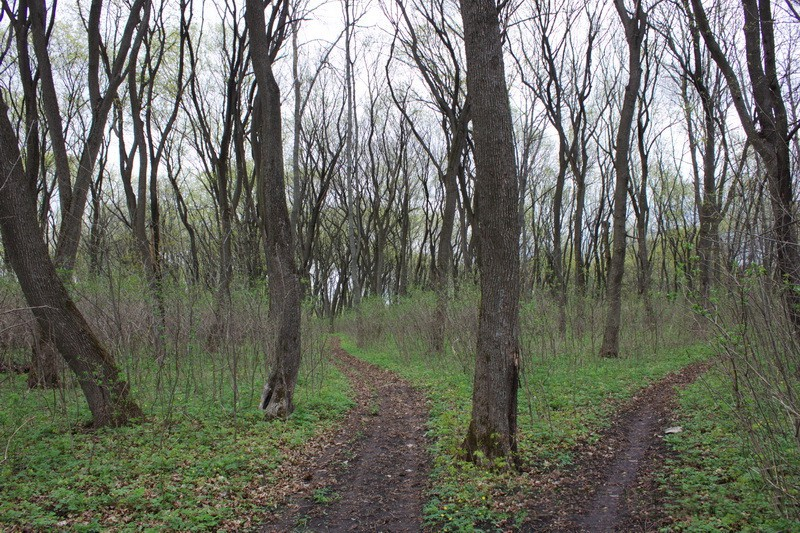
